# 폭시스
폭시스(영어: Foxes, 1989년 4월 29일 ~ )는 잉글랜드의 싱어송라이터이다. 독일의 디제이 제드의 곡 "Clarity"을 피처링하여 인지도를 알렸다.

## 음반 목록

### 정규 앨범
- 《Glorious》 (2014)
- 《All I Need》 (2016)